# Masters Doubles WCT 1981
Il Masters Doubles WCT 1981 è stato un torneo di tennis giocato sul sintetico indoor. È stata la 9ª edizione del Masters Doubles WCT, che fa parte del Volvo Grand Prix 1981. Il torneo si è giocato a Londra in Gran Bretagna, dal 6 all'11 gennaio 1981.

## Campioni

### Doppio maschile
Peter McNamara /  Paul McNamee hanno battuto in finale  Victor Amaya /  Hank Pfister con il punteggio di 6–3, 2–6, 3–6, 6–3, 6–2